# 安平追想曲
《安平追想曲》（白話字：An-pêng Tui Sióng Khek）是1951年所作的一首臺語歌曲，為臺灣知名作詞家陳達儒與作曲家許石的作品。該曲描述在臺南安平港邊有位金髮碧眼的女孩，她的父親是短暫來臺的荷蘭船醫，及長母親過世而孤苦無依，在港邊殷切等待著愛人的歸來。
該曲所描述的時空背景，多被認為是十七世紀荷領時期的臺灣，1966年之後更陸續改編為電影、歌中劇唱片，而成為普為人知的故事。有臺南文史工作者認為，故事原型是發生於十九世紀末，因開港通商而再度國際接觸的安平。這首歌題材特殊，與臺灣歷史記憶密切相關。

## 詞曲背景

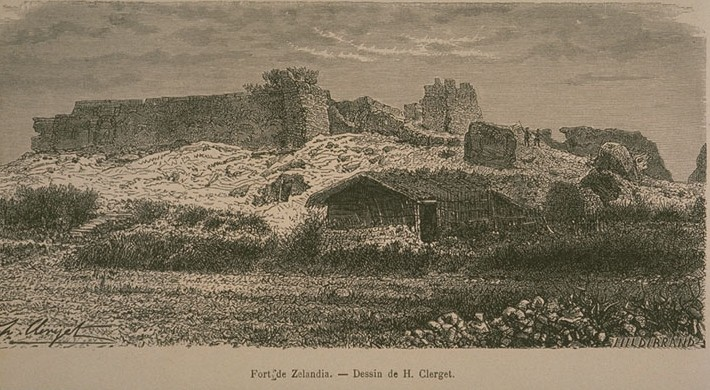
安平追想曲的故事地點(Fort de Zelandia)/ 1875/ Thomson/ The Straits of Malacca, Indo-China and China (London: Sampson Low, Marston, Low, & Searle)

安平追想曲的創作，是作曲家許石先譜曲，後由陳達儒填詞，其歌詞故事的創作動機來源，卻有幾種說法。臺南音樂家許石指出，他有次在安平古堡聽當地老人說起這樣的故事，頗有所感，於是以小步舞曲的節拍譜成曲調，後經陳達儒手筆發展故事，填寫歌詞。
另據陳達儒的訪談，許石開始是央請臺南文人許丙丁動筆，許丙丁推薦由他作詞。因為許石要求填詞不能更動曲子的旋律，以致陳達儒雖稱捷才，卻也未能立刻交稿。後來，陳達儒過年時陪太太回臺南娘家，據說和朋友去西門圓環寶美樓（建物尚存，現為連鎖咖啡店）喝酒，聽到女侍講起安平金小姐的故事，他遂至安平尋訪這段傳奇，結果只看到黃土一坯，回來之後依許石的曲調，寫下這一段兩代女人戀情的故事，傳詠至今。
1951年許石參與創辦中國錄音製片公司，灌錄安平追想曲發表，原唱為美美。同年該曲也經由許石舉辦的作品公開發表會演出，因題材新穎，歌詞曲調婉轉動人，頗受歡迎。後又以女王唱片商標收錄出版，代表性歌手為許石的學生鍾瑛。
該曲自發行出版後，許石本身也曾於1968年自行獨唱過，爾後部分知名早期的臺語、國語歌手例如：鍾瑛、謝雷、劉福助，楊麗花、陳芬蘭、余天、費玉清等人演唱過。1980年代至2000年代流行樂壇的鄧麗君、鳳飛飛、尤雅、李靜美、楊小萍、豬哥亮、葉璦菱、黃乙玲、江蕙、方瑞娥、江淑娜、方怡萍與及後來的蔡幸娟、鄭進一、金佩姍、李茂山、張清芳、王瑞霞、曾心梅、大小百合、秀蘭瑪雅、黃思婷、喬幼、孫淑媚、方宥心、吳淑敏、陳淑萍、陳思安、謝銘祐、孫蓉蓉、張玉蓉也分別重唱過。
歌詞中所敘述臺荷混血女子的故事，至今大多數臺灣人相信是真人真事改編的歌謠，而非想像的創作，各界多探究歷史上是否真有其人存在。而當地耆老一致表示確有其事，甚至有「金小姐」後代嫁給陳姓男子，至今仍在臺南市工作的說法，更添傳奇。

## 其他
黑膠唱片有聲劇：
- 1969年5月20日初版，《人情悲劇金唱片：安平追想曲》－台語版本，企劃－許丙丁，編劇－鄭志峰，原作、作曲、編曲、指揮－許石。演唱、主演－楊麗花，合演－魏少朋、廖軍達、鄭志峰、玉惠、美雪[3]。

改編電影：
- 1967年《安平追想起》（出品者: 大鵬），（1969年4月11日首映《安平追想曲》－出品者: 南國影業公司），主演：石軍、柳青、敏玲、王哥、柳哥、矮仔財、周遊[4][5]。
- 1972年，《回來安平港》，主演－楊麗花[6]。
- 1978年，《新安平追想曲》，導演－岳千峰，領銜主演－何思敏、宗華、石峰、王釧如，客串主演－左艷蓉、岳陽。
- 2020年5月24日開拍（預計2023年播映），《新安平追想曲》故事MV及安平金小姐微電影－籌拍公司：京贊影視暨大海攝影公司，拍攝地點：臺南安平 [7]。

歌詞語言改編'：
- 1951年，《安平追想曲》有一日語版本，為台灣公演紀念，主唱者－池真理子[8]。
- 1971年，《安平追想曲》又有一粵語版本《離別的叮嚀》，由香港歌手譚炳文及鳴茜於1971年原主唱，收錄於鳴茜的《往事今時回味》專輯內；1973年灌錄於譚炳文《喃嘸阿彌陀佛》專輯內；1978年由另一香港歌手張偉文於無線電視主辦的「業餘歌唱大賽」翻唱，另其名聲日紅。《離別的叮嚀》一曲並由張偉文填詞。

重編歌仔戲版戲劇'：
- 2011年，外臺歌仔戲班《秀琴歌劇團》推出，現代歌仔新調《安平追想曲》，於臺南市文化中心演藝廳演出，編導－王友輝，領銜主演－張秀琴（阿牛）、莊金梅、陳湣玲（米雪）、林佩儀[9][10][11]。

改編小說（實體書籍）'：
- 2012年1月出版－《珍珠與薔薇⸺安平金小姐正傳》（ISBN：9789868065741），作者：鄭道聰（臺南文史工作者），出版社：社團法人台南市文化協會[12]。

重編演奏版樂曲'：
- 2019年3月7日，師大音樂系教授李和莆創作的新編傳統國樂演奏曲《南瀛傳說--安平南都》於臺北國家音樂廳演出。以紀念《安平追想曲》作曲家許石之百年冥誕[13]。
- 2019年，《安平追想曲》鋼琴、小提琴二人組搭配交響樂團演奏（編曲－王文宏、指揮－郭聯昌教授）[14]。
- 2020年12月，《臺灣歌謠傳鄉情—食百二，唱一二〇》為國立臺灣交響樂團委託文史工作者莊永明先生策劃，編曲－張菁珊。以管弦樂編曲演奏版本呈現（計收錄120首臺灣歌謠，其中包含安平追想曲）[15][16] 。

雕像創作'：
- 奇美文化基金會委託雕刻家陳正雄創作「安平金小姐」雕像贈送給臺南市政府，於東興洋行前豎立「金小姐」母女雕像，於2011年8月13日揭幕。[17]